# Marina Kaljurand

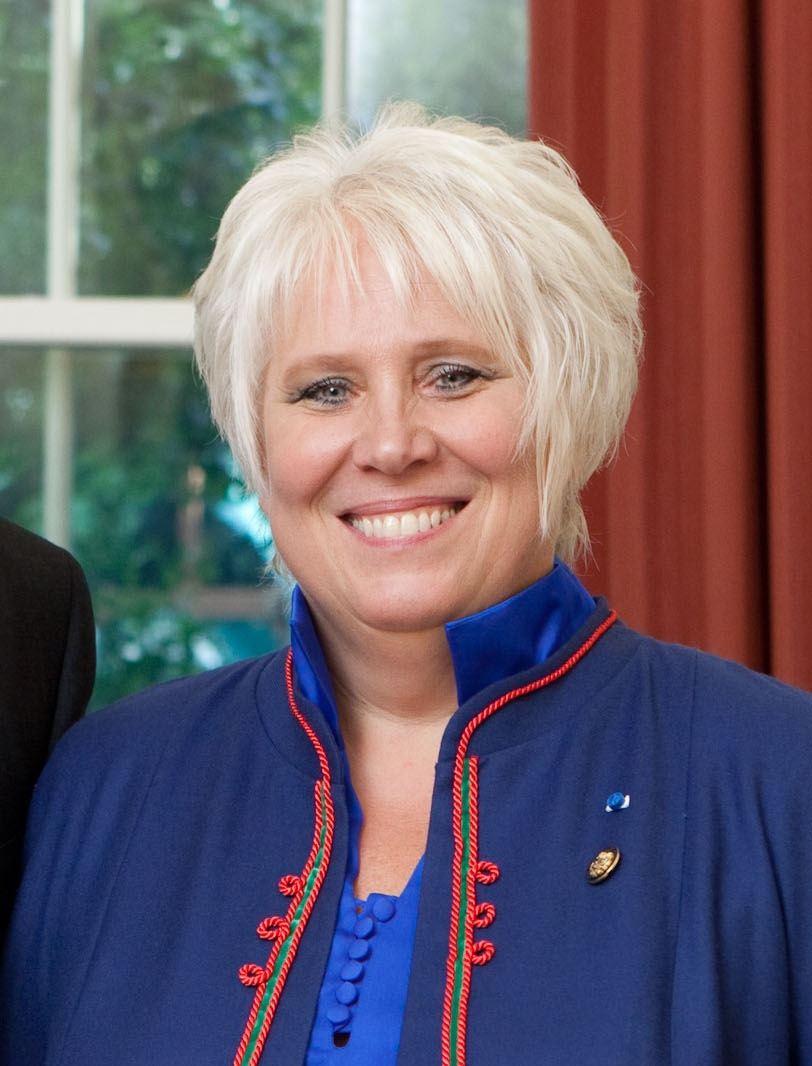
En el Despacho Oval de la Casa Blanca.

Marina Kaljurand más conocida como Rajevskaja (n. Tallin, Estonia, 6 de septiembre de 1962) es una política, diplomática y abogada estonia.
Hija de padre procedente de Letonia y de madre rusa.
Estudió secundaria en su ciudad natal y posteriormente se licenció en Derecho con grado de cum laude, por la Universidad de Tartu, se ha graduado en la Escuela Diplomática Estonia y también se trasladó a Estados Unidos, donde ha obtenido una maestría en Derecho internacional y Diplomacia por la Universidad Tufts y la Escuela de Derecho y Diplomacia Fletcher.
En el mundo de la política ella es independiente. Comenzó trabajando como funcionaria del Ministerio de Asuntos Exteriores de Estonia. Allí en un principio estuvo ocupando diversos cargos, hasta que en el año 2004 fue nombrada Embajadora de Estonia en Israel.
Seguidamente desde 2007 a 2011 fue Embajadora en la Federación de Rusia y Kazajistán, desde ese último año a 2013 en Canadá y al mismo tiempo hasta 2014, en Estados Unidos y México.
Actualmente desde el día 16 de julio de 2015, tras ser nombrada por el primer ministro Taavi Rõivas, es la nueva Ministra de Asuntos Exteriores del país, sucediendo en el cargo a la política Keit Pentus-Rosimannus.

## Vida privada
Marina Kaljurand está casada y tiene una hija y un hijo.
Es políglota ya que habla con fluidez los idiomas estonio, ruso, inglés, finlandés y francés.